# Francesc Ruiz
Francesc Ruiz (Barcelona, 1971) és un artista plàstic que viu i treballa a Barcelona.
Com un còmic expandit, les vinyetes del primer volum de Soy Sauce conduïen el lector al punt de la ciutat on calia recollir el següent número, i així successivament fins als quatre que finalment es van publicar. Aquest format suscitava l'interès propi del fenomen fans per part del públic interessat. Segons Mery Cuesta: 
| «             | Ruiz utilitza recursos narratius metalingüístics i hipertextuals, entreteixits amb la vida real, que fan de Soy Sauce una de les millors peces vistes enguany a Barcelona. | » |
| — Mery Cuesta | |   |

L'any 2009 va participar en el programa Art i Hospital del Centre d'Art la Panera, amb un taller artístic de creació col·lectiva dirigit als i les adolescents usuàries de l'Hospital de Dia Infantil i Juvenil de l'Hospital de Santa Maria de Lleida.

## Galeria

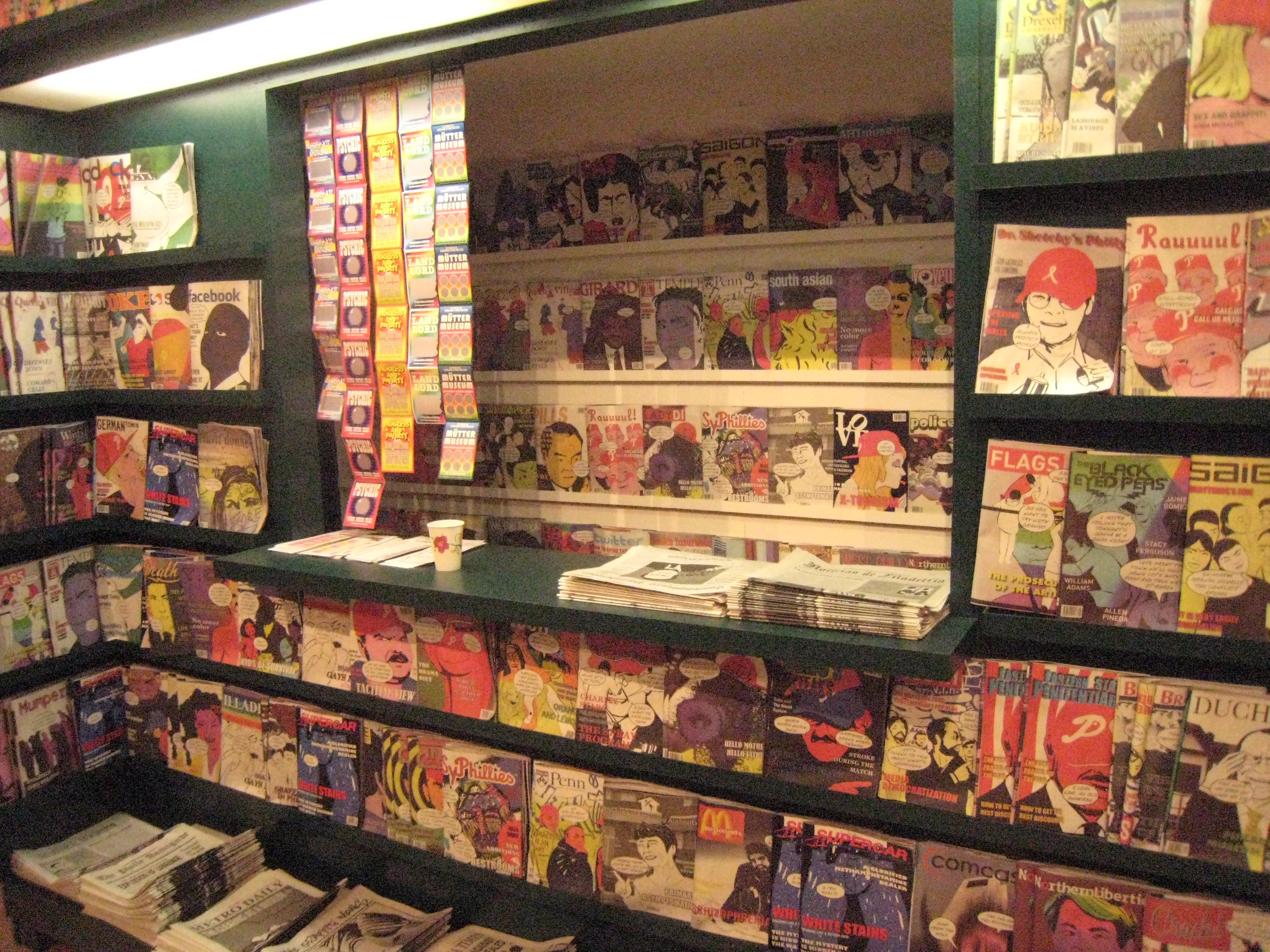
Francesc Ruiz, Philadelphia Newstand, Philagrafika 2010, Tyler School of Art, Temple University.
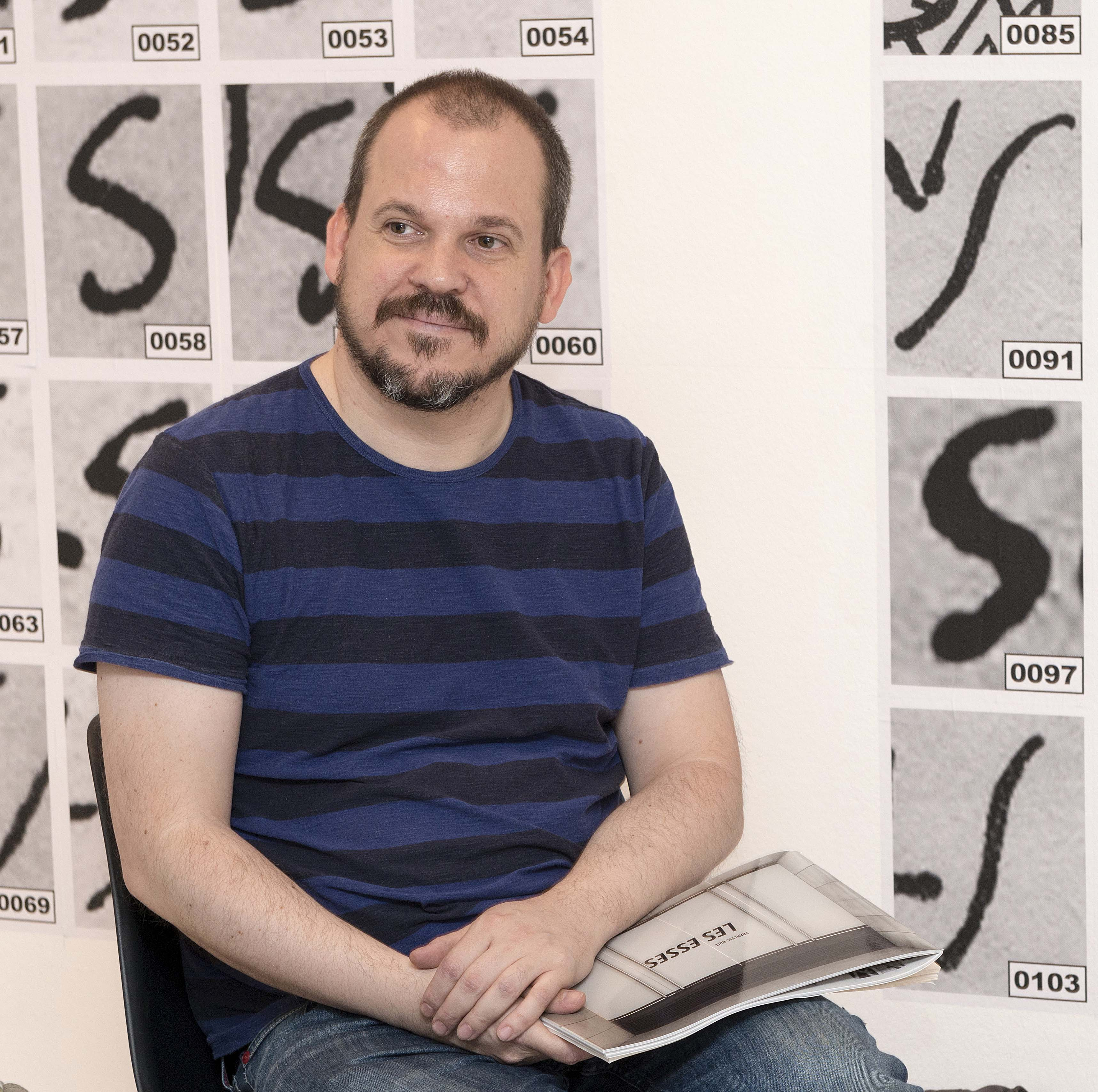
Francesc Ruiz, a l'IVAM.